# Georgische Gesellschaft für Öl und Gas
Die Georgische Gesellschaft für Öl und Gas (offiziell Georgian Oil and Gas Corporation, kurz: GOGC; georgisch საქართველოს ნავთობისა და გაზის კორპორაცია -Sakartwelos Nawtobissa Da Gasis Korporazia) ist ein georgisches Staatsunternehmen, das sich der Förderung und Verteilung von Rohöl und Erdgas widmet.

## Geschichte
Es entstand am 24. März 2006 mittels Dekret des georgischen Wirtschaftsministeriums aus dem Zusammenschluss von drei georgischen Staatsunternehmen, der Internationalen Georgischen Gasgesellschaft (GIGC), der Georgischen Ölgesellschaft (GIOC) und der Nationalen Georgischen Ölgesellschaft (georgisch Saknawatobi). Ihre Geschäftsfelder sind die Kontrolle des georgischen Gasnetzes (früher GIGC), die internationale Ölversorgung und Verwaltung von Ölpipelines in Georgien (früher GIOC) sowie die Ölförderung auf georgischem Boden (früher Saknawtobi).
Die Gesellschaft verfügt über ein Geldkapital von 101 Millionen georgischen Lari (rund 55,5 Millionen US-Dollar). Zulieferer für Erdgas ist das russische Unternehmen Gasprom, für Rohöl die aserbaidschanische Produktion auf dem Ölfeld Schah-Denis.
Der Verwaltungsrat der Gesellschaft hat sieben Mitglieder. Drei davon gehören der georgischen Regierung an. 2006 waren es Premierminister Surab Nogaideli, Energieminister Nika Gilauri und Wirtschaftsminister Irakli Tschogowadse.
In Georgien gibt es politische Befürchtungen vor einer Privatisierung des Staatsunternehmens, nachdem die russische Gazprom im Mai 2003 auf dem Wege einer „strategischen Partnerschaft“ mit der georgischen Regierung versuchte, das georgische Gasnetz zu kontrollieren. Das Geschäft könnte auf dem Verrechnungswege abgewickelt werden, weil der georgische Staat Gazprom über 450 Millionen US-Dollar schuldet. Dem steht jedoch der am 7. April 2006 mit den USA geschlossene Millennium-Challenge-Vertrag gegenüber, der es verbietet, das Netz der georgischen Gas- und Ölpipelines zu verkaufen.